# 标示号
标示号的形式是星号（*），用在需要表示的语句的左上角或右上角。

## 标示号的用法
1.标示题注。对文摘中的内容加以注解和提示。
- 元素*（element）是用化学或物理手段不能再分割的最小单元。

在该页的最下端标有：
*译者注：确切地说，原子是用化学或物理手段不能再分割的最小单元。（科学探索者系列《化学反应》）
2.语文作品中标示的病例，如标点符号、成语的错用等。
- *他把这些天来，镇上大大小小的事情都告诉了我。

*第一个逗号要去掉。

## 参看
- 《标点符号使用手册》（修订版）苏培成 著